# Cat-Women of the Moon
Cat-Women of the Moon ist ein Science-Fiction-Film von Arthur Hilton aus dem Jahr 1953.

## Handlung
Ein fünfköpfiges Team von Astronauten befindet sich auf einer Forschungsmission im Weltall. Für eine Mondlandung empfiehlt Helen, die Navigatorin der Crew, Captain Grainger die dunkle Seite des Mondes, da es dort einen besonders guten Landeplatz gebe. Dort angekommen, führt sie die Mannschaft in eine nahegelegene Höhle, die sie bei der Landung gesehen haben will. In der Höhle herrscht eine erdähnliche Atmosphäre vor, so dass die Astronauten ihre Raumanzüge ablegen können. Plötzlich angreifende, in der Luft schwebende Riesenspinnen können vom unerschrockenen Crewmitglied Kip mithilfe seines Revolvers überwunden werden. Während sie bei ihren Erkundungen auf eine scheinbar verlassene, prunkvolle Stadt stoßen, wächst in der Crew das Misstrauen gegenüber Helen, die sie offenbar zielgerichtet an diesen Ort geführt hat und plötzlich spurlos verschwindet. Das Misstrauen erweist sich als berechtigt. Eine Gruppe futuristisch gekleideter Frauen unter der Führung von Alpha hat mit Helen schon vor langer Zeit telepathischen Kontakt aufgenommen, um sich mit ihrer Hilfe des Raumschiffs zu bemächtigen und damit eine Invasion der Erde zu starten.
Helen, die immer noch unter dem telepathischen Einfluss der Cat Women steht, gibt ihre neuen Freundinnen gegenüber ihren Kollegen als gutmütige Gastgeber aus. Alpha sichert den Männern zu, die auf scheinbar mysteriöse Weise verschwundenen Raumanzüge wiederzubesorgen. Während die attraktiven Mondbewohnerinnen die beiden Crewmen Doug und Walt zügig um ihre Finger wickeln und Helen sich den ihr schon länger verfallenen Captain gefügig macht, widersteht Kip den Verführungen und Illusionen und schließlich gelingt es ihm, Helen aus ihrem hypnoseähnlichen Zustand aufzuwecken. Unter Tränen berichtet sie den Männern von den Plänen der Cat Women. Nachdem sich Alpha der Dissidentin Lambda, die sich törichterweise in einen der Männer verliebt hat, entledigt hat, will sie nun keine Zeit mehr verlieren und eilt mit einem der gestohlenen Raumanzüge in Richtung des Schiffs. Sie wird jedoch von Kip hinterrücks erschossen und der Widerstand der Cat Women ist gebrochen. Die Crew tritt die Heimreise an.

## Hintergrund und Rezeption
Die Filmmusik gehört zu den ersten Arbeiten des später berühmt gewordenen Hollywoodkomponisten Elmer Bernstein, der im selben Jahr auch die Musik für den SciFi-Kultfilm Robot Monster schrieb. Regisseur Arthur Hilton wurde vor allem durch seine mehrfach für den Oscar nominierten Arbeiten als Filmeditor bekannt. Seine zahlenmäßig geringeren Regiearbeiten beschränken sich überwiegend auf den Fernsehbereich. Die Premiere feierte der Film am 3. September 1953 und erreichte auch einige europäische Kinos, jedoch nicht den deutschsprachigen Raum.
Der Low Budget-Produktion wurde eine vergleichsweise bemerkenswerte Ausstattung attestiert, für die der als Pionier des Weltraumfilms geltende Artdirector Chesley Bonestell verantwortlich zeichnete. Hervorgehoben wurden auch die 3D-Aufnahmen des Kameramanns William Whitley. Die Handlung des Films und die schauspielerischen Leistungen ernteten jedoch überwiegend Spott. So war etwa in der New York Times zu lesen, dass es angesichts der Erd-Delegation, die den Mond besucht, kaum verständlich sei, warum die Mondbewohner es auf die Erde abgesehen hätten.
1958 drehte Richard E. Cunha eine Neuverfilmung unter dem Titel Bestie des Grauens (Missile to the Moon), die von der Kritik durchgehend als nicht gelungen bezeichnet wurde.